# Onthophagus subopacus
Onthophagus subopacus là một loài bọ cánh cứng trong họ Bọ hung (Scarabaeidae).